# Torneo de Colonia 2020 I
El Bett1HULKS Indoors 2020 fue un torneo de tenis perteneciente al ATP Tour 2020 en la categoría ATP World Tour 250. El torneo tuvo lugar en la ciudad de Colonia, (Alemania) desde el 12 hasta el 18 de octubre de 2020 sobre pistas duras. Se organizó principalmente debido a la cancelación de muchos torneos durante la temporada 2020, debido a la pandemia de COVID-19.

## Distribución de puntos
| Modalidad            | Campeón | Finalista | Semifinales | Cuartos de final | 2ª ronda | 1ª ronda | Clasificados | 2ª ronda de clasificación | 1ª ronda de clasificación |
| Individual masculino | 250     | 165       | 100         | 50               | 25       | 0        | 13           | 7                         | 0                         |
| Dobles masculino     | 250     | 150       | 90          | 45               | 20       | 0        | -            | -                         | -                         |

## Cabezas de serie

### Individuales masculino
| Tenista               | Ranking | Preclasificado |
| Alexander Zverev      | 7       | 1              |
| Roberto Bautista      | 10      | 2              |
| Félix Auger-Aliassime | 22      | 3              |
| Benoît Paire          | 26      | 4              |
| Filip Krajinović      | 29      | 5              |
| Hubert Hurkacz        | 31      | 6              |
| Jan-Lennard Struff    | 32      | 7              |
| Marin Čilić           | 40      | 8              |

- Ranking del 5 de octubre de 2020.[2]

### Dobles masculino
| Tenista                             | Ranking | Preclasificados |
| Łukasz Kubot Marcelo Melo           | 18      | 1               |
| Pierre-Hugues Herbert Nicolas Mahut | 28      | 2               |
| Raven Klaasen Oliver Marach         | 39      | 3               |
| Santiago González Ken Skupski       | 98      | 4               |

## Campeones

### Individual masculino
Alexander Zverev venció a  Félix Auger-Aliassime por 6-3, 6-3

### Dobles masculino
Pierre-Hugues Herbert /  Nicolas Mahut vencieron a  Łukasz Kubot /  Marcelo Melo por 6-4, 6-4